# Мала църква
Мала църква е курортно село в Западна България. То се намира в Община Самоков, Софийска област. До 1887 година името на селото е Сръбско село.

## География
Курортно село Мала Църква се намира на 10 km на югозапад от Самоков и на 70 km на югоизток от столицата София, на 5км от курорта Боровец и на 10км от курорта Мальовица. Съставно курортно селище на Самоковска община. Обявено е за курорт с местно значение през 1969 г. Има автобусна връзка със Самоков. Разположено е край река Леви Искър, в северното подножие на Рила, на височина 1250 m. Има планински климат със средна януарска температура -4,2 °C и средна юлска +25,5 °C. Сняг има средно през 160 дни от годината, а през зимата снежната покривка е над 25 cm. Излужени канелени горски почви.
Курортното село се намира на най-стратегическото място в Рила. От тук тръгват атрактивни маршрути до връх Мусала с надморска височина 2 925 м най-високият връх на Балканския полуостров, също и до връх Мальовица, връх Скакавец, к.к.Мальовица, к.к.Боровец, Седемте рилски езера, Царските Рилски езера, Урдините езера, Рибните езера, Мусаленските езера, двореца Царска Бистрица, множество други върхове като Погледец, Мечит, Свети Дух, Арнаутски, Лопушки,Малък и Голям Медарник,Скакавските върхове, Мусаленските върхове, Кобилино бранище, Пчелин, Драганица, Възела, Зли камък, Будачки камък, Водни връх и други множество други високо планински ледникови езера, водопади, язовири, също така Рилския манастир(най-големия в България) и много други манастири, параклиси, планински хижи, заслони и множество други природни забележителности.

## Население
- 1934 г. – 782 жители
- 1946 г. – 848 жители
- 1956 г. – 888 жители
- 1975 г. – 838 жители
- 1988 г. – 747 жители
- 1992 г. – 637 жители
- 2001 г. – 544 жители
- 2009 г. – 467 жители
- 2010 г. – 461 жители

## История
Според историка от началото на ХХ век Васил Миков селото е образувано след като османците заселват на това място сръбски рудари и миньори, преселени от по-големите рудодобивни центрове в Сърбия.

## Културни и природни забележителности
Запазена е една от най-старите черкви в България, черквата „Св. св. Петър и Павел“ от XVI век. По време на османското владичество е била заровена в земята. От 1938 г. започват изследването и рестарвацията ѝ. Стенописите са няколко пласта, изработени са от майстори от Самоковската художествена школа. Черквата е обявена за паметник на културата. Изключително красива природа. Приятно за разходка е поречието на реката, което се характеризира с множество отвесни скали, стига се до мястото наречено „Песако“, където реката изчезва в земята и се появява чак след няколкостотин метра.
Курортно село Мала Църква се намира в подножието на връх Мусала и се намира на 1250метра надморска височина граничейки с Национален парк Рила,както и с Централен Рилски резерват. Едно от кътчетата с най-чист въздух на Балканския полуостров и Европа,разполага с множество планински еко пътеки,които водят до множество върхове,ледникови езера,водопади,реки, язовир Бели Искър, язовир Калин, язовир Карагьол и др, множество планински хижи и почивни планински станции. В съседство са курортите Боровец,Мальовица,Говедарци с множество ски писти. Ски курорти Боровец-Искровете-Мальовица е най обширната ски зона в България,с най-голяма височина в най-големия защитен парк на Балканския полуостров Национален парк Рила,както и Централен Рилски резерват ,който е най-големият резерват в България, а също и един от най-големите в Европа. Създаден е с цел да се съхранят горски, субалпийски екосистеми, образуващи природен комплекс. Площта на резервата е 12 393,7 ха и обхваща значителна територия около Мала Църква и връх Мусала.

## Религия
Основната и единствена религия в Мала църква е християнството. Всяка неделя много хора посещават църквата "Свети Свети Апостоли Петър и Павел", която е запазена от 15ти век(една от най-старите запазени църкви в България) и празнуват там големи празници като Рождество Христово, Великден, Ивановден, Гергьовден, Йордановден, Димитровден и други. В Мала църква има и по-малка църква с минерално изворче, където болните хора се омиват със светената вода и след време оздравяват. Построена и напълно завършена е и църквата "Рождество на Пресвета Богородица" в парка над селото, също в близост по една от еко пътеките се намира и параклиса "Св. Георги" , също и манастира "Св. Георги Победоносец".

## Редовни събития
На 29 юни, Петровден, е празника на селото. Всяка година на този ден в църквата се приготвя курбан и се раздава за здраве на всички жители и гости на селото.

## Икономика, образование
ВЕЦ „Мала Църква“. Основни поминъци са говедовъдство (крави,различни сортове коне,магарета и понита), риболов,ски туризъм,отглеждане на така наречените „самоковски картофи“.Като част от най голямата туристическа ски зона в България и на Балканския полуостров, курортното село разполага с почивни центрове като хотели, уютни къщи за гости, почивни станции, хижи, планински бунгала. В селото има здравна служба, кметство, младежки лагер "Васил Левски", основно училище което изгоря през 2002-2003 г./ – (първото училище е от 1916), читалище „Свобода“, основано през 1930 година.

## Инцидент Ан-14
Сутринта на 17 септември 1971 на връх Свети Дух край селото се разбива малък самолет Ан-14 „Пчолка“, пътуващ от Кърджали до София. Загиват 8 от общо 9 души в самолета. Причини за катастрофата: Малко преди 8 ч. на радара на летище София се появява турски самолет. Диспечерката го обърква със самолета от Кърджали и дава указания за кацане на Ан-14, докато е още над Рила. Той се снижава на височината на връх Свети Дух и се разбива в него. Оцелелият е пътувал в опашката. Тя се закача за дърветата и се откъсва от самолета, мигове преди той да се разбие във върха. Опашката не се разбива и това спасява късметлията. Той е открит от пастир от селото, чул викове за помощ.